# L’art pour l’art (Ensemble)
L'art pour l'art ist ein deutsches Ensemble für Zeitgenössische Musik.

## Geschichte
Im Februar 1983 gründeten Astrid Schmeling (Flöte), Michael Schröder (Gitarre) und Matthias Kaul (Perkussion) in Winsen (Luhe) das Ensemble L’ART POUR L‘ART. Kaul war zuvor Mitglied im Ensemble Hinz und Kunst, in dem Schmeling und Schröder zuweilen als Gäste mitwirkten. Das erste Konzert des Ensembles L‘ART POUR L‘ART fand am 3. Oktober 1983 in der St. Johanniskirche in Hamburg statt. Politische Musik in der Situation des Kalten Krieges gegen die Stationierung der Mittelstreckenraketen: Programm „Pacem in terris — Poesie des Widerstands“. 1984 begann die Reihe „Die Hamburger Konzerte“ in der Kleinen Musikhalle Hamburg. Erste deutsche Präsentation des Schaffens von Silvestre Revueltas. In den frühen Jahren erweiterte sich das Kerntrio gelegentlich bis zu einem Kammerorchester mit 24 Musikern, um neben Revueltas‘ Musik auch einige größere Werke von Hans Werner Henze (Voices, El Rey de Harlem, Miracle de la Rose, Kammermusik 58) aufzuführen und für den Rundfunk einzuspielen. L’ART POUR L’ART porträtierte mehrere Komponisten zum ersten Mal in Deutschland (Per Nørgård, Stefan Wolpe). Die Reflexion über die Beziehung zwischen Musik und Aufführungsort führte zu inszenierten Konzerten und über die Jahre hinweg immer mehr zur Präsentation von Musiktheaterprojekten („Relax“ und „Kafkas Heidelbeeren“ von Matthias Kaul, „Schattenhaft“ von der Kompositionsklasse) sowie zu Outdoorprojekten wie die L’ART POUR L‘ART Music Box, Pyropoetische Parkmusik etc. In der Folgezeit gab es EA’s und UA’s von Werken dänischer Komponisten, Länder-Porträts von Dänemark, England, Frankreich und Italien. Erste Auslandstourneen waren in Italien und Frankreich. Es folgte der Beginn der Serie von inszenierten Konzerten eigener Werke für Kinder, die nach ca. 300 Konzerten wegen Übersättigung eingestellt wurde. Phasenweise gab es eine enge Zusammenarbeit mit den Komponisten  Vinko Globokar, Hans Werner Henze, Mauricio Kagel, Jo Kondo, Michael Maierhof, Helmut Oehring, Younghi Pagh-Paan, Frederic Rzewski, Manos Tsangaris, Isang Yun, Walter Zimmermann. Tourneen erfolgten in  Europa, später Asien und USA, Kanada, Russland. Gastprofessuren waren in Asien und Nordamerika. Ab 1994 folgte eine vermehrte Beschäftigung mit amerikanischen Komponisten wie John Cage, Malcolm Goldstein, James Tenney, Lois Vierk, Christian Wolff sowie Uraufführungen von Carla Bley und John Zorn. 1997 verlegte das Ensemble aufgrund mangelnder Unterstützung durch die Hansestadt seinen Geschäftssitz von Hamburg nach Niedersachsen. Im Arbeitsdomizil „Altes Forsthaus Habichtshorst“ starteten  kulturelle Aktivitäten: Eine Kompositionsklasse für Jugendliche und Kinder, die im deutschsprachigen Raum Beachtung fand, eine Konzertreihe mit Vorgesprächen über das Hören in verschiedenen Berufen, Fortbildungen. Die CD „haltbar gemacht“ mit Kompositionen der Jugendlichen ward mit einem Echo Klassik, dem Jahrespreis der deutschen Schallplattenkritik ausgezeichnet. Das Ensemble führte immer wieder Festivals durch, in Hamburg das Festival „Fließende Grenzen“, in Niedersachsen das „Musik 21 Nachwuchsfestival“, für den Saarländischen Rundfunk kuratierte es u. a. „American Dreams“. Ca. 300 Uraufführungen dokumentieren die Arbeit des Ensembles L'ART POUR L'ART in der Gegenwartskultur.
Quellen:

## Profil
Das Ensemble L’ART POUR L’ART formiert sich vom Trio bis zum Kammermusikensemble in der Besetzung Fl., Cl., Trp., Vl., Vc., Kb., Pno., Git., Hrf., Perc., Voice. Konzerte, CDs, Rundfunkaufnahmen, Musiktheater, Outdoorprojekte, Workshops, Schulprojekte, Konzepte für Festivals, für Konzertreihen, für kulturelle Projekte im ländlichen Raum, Kompositionsprojekte in Gruppen sowie im Einzelunterricht und die Herausgabe von Publikationen kennzeichnen die Arbeit des Ensembles.

## Preise
- Echo Klassik für CD "Haltbar gemacht" 2012[3]
- Jahrespreis der Deutschen Schallplattenkritik 2012[4]
- Vierteljahrespreis der Deutschen Schallplattenkritik 2012
- Förderpreis Musikvermittlung der Niedersächsischen Sparkassenstiftung 2009[5]
- Zukunftspreis Jugendkultur der PwC-Stiftung 2003[6]
- Junge Ohren Preis Kategorie Musik & Medien 2001[7]

## Diskographie
- „Chamber Music“, Jo Kondo & Bonjin, Ensemble L’ART POUR L’ART, Wergo, 2016
- „Some Kind of Way Out Of Here“, Matthias Kaul, Ensemble L’ART POUR L’ART, Ute Wasserman, NOMOS QUARTETT, Nurnichtnur Berslton, 2014
- „Walking, North, North“, Makiko Nishikaze, Ensemble L’ART POUR L’ART, Wergo, 2009
- „Solo Works 69-96“, Hans-Joachim Hespos, Ensemble L’ART POUR L’ART, CJIO/Radio Bremen, 2001
- "Chamber Music", Jo Kondo, Ensemble L’ART POUR L’ART, Deutschlandfunk, Köln, 1998
- "Chamber Works", Mauricio Kagel, Ensemble L’ART POUR L’ART, Co-Production: Radio Bremen/cpo Recording, 1997
- "Vinko Globakar/Balkan", daraus: Elegie Balkanique für Flöte, Gitarre und Percussion (1992), Ensemble L’ART POUR L’ART, KOCH International GmbH, 1994
- "Chamber Music II", Isang Yun, Ensemble L’ART POUR L’ART, Bote & Bock, 1993
- "Orte und Zeiten", Thomas Jahn, Ensemble L’ART POUR L’ART, Aurophon/N.P.E., 1991

Quelle disodogs:

## Publikationen
- Astrid Schmeling (Hrsg.): Musik für eine Stadt. Das Ensemble "l'art pour l'art" und die Kinderkompositionsklasse Winsen / Luhe. Eine Dokumentation. PFAU-Verlag, Saarbrücken 2003, ISBN 3-89727-115-X
- Hanno Ehrler: „…ich war so 'ne eigene Komponistin, irgendwie…“ -10 Jahre Kompositionsklasse für Kinder und Jugendliche Winsen – Eine Untersuchung. PFAU-Verlag, Saarbrücken 2009, ISBN 978-3-89727-417-4.
- Astrid Schmeling, Matthias Kaul (Hrsg.): Notenbücher von Kinderkompositionen, gedacht zum Nachspielen und/oder als Inspiration, Ähnliches zu versuchen: Projekt Bildende Klänge. Hildegard-Junker-Verlag, Altenmedingen 2003, ISBN 3-928783-96-3.
- Astrid Schmeling, Matthias Kaul: Musik aus dem Mund. Hildegard-Junker-Verlag, Altenmedingen 2003, ISBN 3-928783-99-8.

## Einzelbelege
1. ↑  HIMMLISCHER GARTEN – ANARCHISCHE VIRTUOSITÄT MIT DEM ENSEMBLE L’ART POUR L‘ART - Asian Social Business Community (ASBC e.V.). Archiviert vom Original am 18. Februar 2018; abgerufen am 11. Mai 2022.  Info: Der Archivlink wurde automatisch eingesetzt und noch nicht geprüft. Bitte prüfe Original- und Archivlink gemäß Anleitung und entferne dann diesen Hinweis.
2. ↑  Ensemble L'ART POUR L'ART. In: Musikland Niedersachsen. (musikland-niedersachsen.de [abgerufen am 11. Mai 2022]).
3. ↑  Echo Klassik 2012 Preisträger. (PDF) In: Echo Klassik. 11. Juli 2012, abgerufen am 17. Februar 2018.
4. ↑  Alm: Haltbar gemacht. Kompositionsklasse des Ensembles L’ART POUR L’ART. Abgerufen am 17. Februar 2018.
5. ↑  Verleihung des Förderpreis Musikvermittlung. (PDF) In: Musikland Niedersachsen Jahreskonferenz 2009. 2009, archiviert vom Original (nicht mehr online verfügbar) am 18. Februar 2018; abgerufen am 17. Februar 2018.  Info: Der Archivlink wurde automatisch eingesetzt und noch nicht geprüft. Bitte prüfe Original- und Archivlink gemäß Anleitung und entferne dann diesen Hinweis.
6. ↑  Komponieren „von drinnen nach draußen“ | Ausgabe: 12/05 | nmz - neue musikzeitung. Abgerufen am 17. Februar 2018.
7. ↑  Aktuell: Ensemble L’ART POUR L’ART an der Landesmusikakademie Hamburg. In: junge ohren blog. 10. August 2012 (wordpress.com [abgerufen am 17. Februar 2018]).
8. ↑  Ensemble L'Art Pour L'Art. Abgerufen am 11. Mai 2022 (französisch).